# Попик, Иван Васильевич
Иван Васильевич Попик (укр. Іван Васильович Попик; 10 августа 1935, село Тростянчик, теперь Тростянецкого района Винницкой области — 28 сентября 2001) — украинский деятель, председатель колхоза имени Петровского Тростянецкого района Винницкой области. Народный депутат Украины 1-го созыва.

## Биография
Родился в крестьянской семье.
В 1951—1954 годах — колхозник колхоза имени Петровского села Тростянчик Тростянецкого района Винницкой области.
В 1954—1960 годах — служба в Советской армии.
Член КПСС с 1959 по 1991 год.
В 1961—1971 годах — звеньевой, бригадир полеводческой бригады, секретарь партийного комитета КПУ, председатель колхоза имени Петровского села Тростянчик Тростянецкого района Винницкой области.
Окончил заочно Кишиневский сельскохозяйственный институт, ученый агроном.
В 1971—1975 годах — начальник Песчанского районного управления сельского хозяйства Винницкой области.
С 1975 года — председатель колхоза имени Петровского села Тростянчик Тростянецкого района Винницкой области.
4 марта 1990 года избран народным депутатом Украины, 2-й тур 61,23 % голосов, 4 претендента. Входил в группу «Земля и воля». Член Комиссии ВР Украины по вопросам агропромышленного комплекса.
Потом — на пенсии.

## Награды
- орден Ленина
- орден Трудового Красного Знамени
- орден «Знак Почёта»
- медали